# Georges-Guillaume de Brandebourg-Bayreuth
Georges-Guillaume (16 novembre 1678, Bayreuth – 18 décembre 1726, Bayreuth) est margrave de Brandebourg-Bayreuth de 1712 à sa mort.

## Biographie
Georges-Guillaume est le fils aîné du margrave Christian-Ernest de Brandebourg-Bayreuth et de sa deuxième femme Sophie-Louise de Wurtemberg.
Dans sa jeunesse, il fonde le faubourg Saint-Georges (aujourd'hui un quartier de Bayreuth) dans un style baroque. Le 17 novembre 1705, il crée l'Ordre de l'Aigle rouge. Peu passionné par les études, il suit une carrière militaire qui le voit prendre part à de nombreuses batailles. Un tir de mousquet près de Landau lui cause une blessure sérieuse qui ne guérit jamais vraiment.
Passionné de chasse, il fait construire les pavillons de chasse de Hammerkaiser et de Thiergaten. Il ordonne la construction du château de l'Ermitage à Bayreuth (1715-1719).
Il ne laisse pas de fils. Son cousin Georges-Frédéric-Charles lui succède à la tête de la principauté de Bayreuth.

## Mariage et descendance
Le 16 octobre 1699, Georges-Guillaume de Brandebourg-Bayreuth épouse à Leipzig Sophie de Saxe-Weissenfels (1684-1752), fille du duc Jean-Adolphe Ier de Saxe-Weissenfels. Cinq enfants sont nés de cette union, dont quatre morts en bas âge :
- Christiane (6 janvier 1701 – 15 juillet 1749) ;
- Eberhardine (13 janvier 1706 – 3 octobre 1709) ;
- Christian (14 novembre 1706 – 16 novembre 1706) ;
- Christian (7 juin 1709 – 9 juin 1709) ;
- François (né et mort le 7 juin 1709).